# A União (James Bond)
A União é uma organização criminosa fictícia e a principal antagonista do espião britânico James Bond, personagem criado por Ian Fleming, em três livros de Raymond Benson, um dos autores oficiais de livros de 007 após a morte de Fleming: High Time to Kill, DoubleShot e Never Dream of Dying, coletivamente conhecidos como a "Trilogia da União". Ela é uma organização mercenária trabalhando para qualquer um que pague seu preço e aceita todo tipo de serviço criminoso. Suas ações incluem qualquer coisa desde assaltos comuns em ruas até grandes atos de terrorismo ou espionagem industrial. Muito do seu sucesso advém de sua capacidade de se infiltrar em agências de inteligência e forças policiais, o que a torna um alvo muito difícil de ser derrotado quando Bond e o MI-6 tentam destruí-la. Existente na literatura bondiana, é a única das organizações criminosas combatidas por 007 ainda não levada às telas de cinema.

## História
A União foi originalmente criada por Taylor Michael Harris, um ex-marine e antigo líder de milícias. Ele criou a organização como uma simples associação de mercenários, recrutando gente da América do Norte, Europa Ocidental, do antigo Bloco Oriental e do Oriente Médio. Pouco tempo após a criação ele foi morto por um de seus associados, Olivier Cesari, um criminosos corso, que conspirou com vários financiadores e com lugares-tenente de Harris para assumir o controle da organização. Conhecido apenas por seu título "Le Gérant" (O Gerente), Cesari rapidamente expandiu os negócios da União, transformando-a de um grupo de bandidos a soldo numa organização criminosa profissional, de âmbito internacional e comandada com a eficiência de uma grande corporação. No momento em que Bond e os serviços de inteligência começam a se envolver com ela, a União é já considerada pelo MI-6 como o mais perigosa organização criminal do mundo.

## Nos livros
Em High Time to Kill, sua primeira aparição, o envolvimento de Bond com ela começa quando o governador-geral das Bahamas, um velho amigo do espião, é assassinado após falhar em pagar um débito com um membro da União. Após retornar de uma missão ao quartel-general do MI-6, Bond é designado para recuperar o "Skin 17", um novo aparelho tecnológico britânico que a União roubou em benefício da China comunista, considerado o mais importante segredo militar do século. A pessoa carregando o aparelho, porém, morre num desastre aéreo na montanha Kangchenjunga, no Nepal, e Bond é enviado para recuperá-lo. Sem seu conhecimento, a União havia infiltrado vários elementos dentro de sua equipe de alpinistas de resgate, mas Bond consegue eliminá-los e recuperar o aparelho. Esta marca a primeira vez que a União falha em cumprir um de seus contratos.
Em DoubleShot, a União está agora numa aliança com Domingo Espada, um nacionalista espanhol com contatos com a Máfia, que  sonha em recuperar a soberania de Gibraltar para a Espanha. A União concorda em participar do plano assassinando  o governador de Gibraltar e o primeiro-ministro britânico usando um sósia de James Bond, em retaliação aos eventos do livro anterior, o que criaria uma grande ferida no governo do Reino Unido e minaria a credibilidade do MI-6. Bond passa quase todo o tempo da aventura tentando localizar a sede da organização no Marrocos e consegue identificar Olivier Cesari como sendo "O Gerente"; ele é capturado pela União, mas consegue escapar e impede os planos sobre Gibraltar, se passando por seu próprio sósia e frustrando a tentativa de duplo assassinato.
Em  Never Dream of Dying, o terceiro e último da trilogia, as agências de inteligência ocidentais já estão todas alertadas da existência e da periculosidade da União e declararam guerra total a ela. Bond e vários amigos de aventuras anteriores, incluindo Mar-Ange Draco, seu ex-sogro, e René Mathis, seguem a União até a Córsega na tentativa de localizar Cesari antes que ele possa levar a cabo seu próximo ataque. Perto do fim, é revelado que  Draco é tio de Cesari e estaria trabalhando para o sobrinho o tempo todo, como agente duplo; porém, durante o desenrolar da história, Bond suspeita que Draco não é inteiramente leal a ele e o municia com várias informações falsas para planejar um ataque de surpresa ao quartel-general da União na Córsega. No fim do livro, Cesari morre num acidente de helicóptero, assim como Draco, o que põe fim à organização.

## Membros conhecidos

### Líderes
- - Taylor Michael Harris (morto) – um ex-marine e líder de uma milícia pela supremacia branca, fundador da organização.
  - Olivier Cesari – um cego com extraordinária percepção extrassensorial, nascido de pai corso francês e de mãe marroquina, que usa suas conexões em ambos os lados do Mediterrâneo para levar adiante as atividades da União. É conhecido como "O Gerente". Matou Harris, assumiu a liderança e expandiu a organização.

### Outros membros
- - Marc-Ange Draco – ex-líder da União Corsa e ex-sogro de James Bond; sua filha, Teresa Di Vicenzo, foi a única esposa de 007, morta por Ernst Stavro Blofeld[5], fato contado no livro e filme 007 A Serviço de Sua Majestade de Ian Fleming; é um dos parceiros silenciosos de Cesari.
  - Nadir Yassassin –  o principal estrategista da União
  - Margareta Piel – principal assassina
  - James "Jimmy" Powers – rastreador-chefe
  - Julius Wilcox – segundo em comando
  - Paul Baak
  - Steven Harding
  - Roland Marquis

## Conceito e criação
Raymond Benson, o criador da União, a define como uma "versão colarinho azul da SPECTRE", e ao contrário da organização criada por Ian Fleming, "eles não tem qualquer escrúpulo em fazer trabalhos de baixo pagamento; acho que eles são uma espécie de Máfia, com células em todo mundo".